# Tommy Ridgley

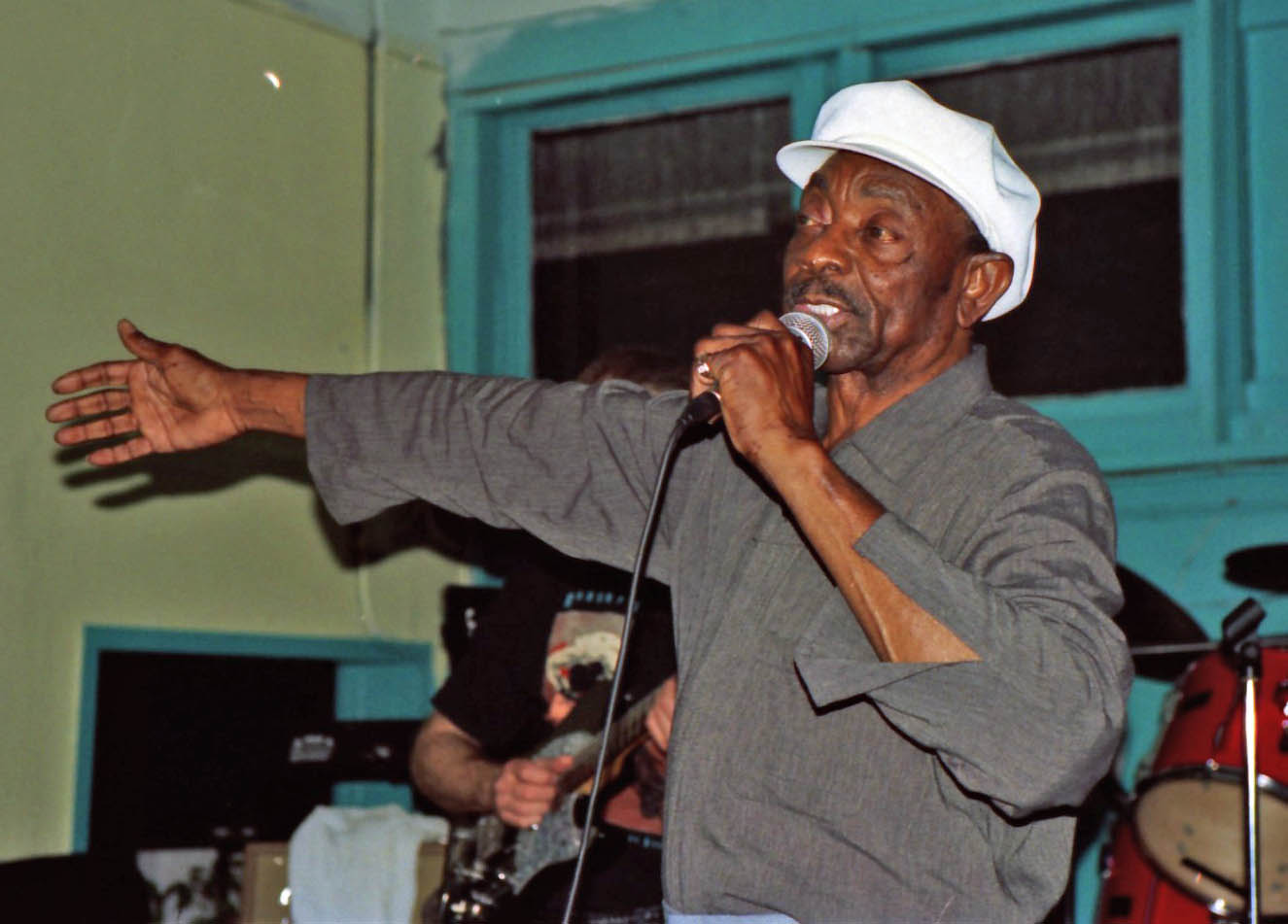
Tommy Ridgley

Tommy Ridgley (* 30. Oktober 1925 als Thomas Herman Ridgley; † 11. August 1999) war ein US-amerikanischer R&B-Sänger und Bandleader in New Orleans. Seine musikalische Karriere überspannte ein halbes Jahrhundert.

## Leben
Ridgleys Debütsingle Shrewsbury Blues erschien 1949 auf Imperial Records, aufgenommen mit Dave Bartholomews Band. Durch den Erfolg des Stücks kam er zu dem Spitznamen „Shrewsbury Kid“. In den 1950ern machte er Aufnahmen für Decca, Atlantic und Herald Records. Sein 1952 bei Decca erschienener Titel Tra-La-La war später ein Hit für Pat Boone. 1957 gründete er seine Band „The Untouchables“, mit der er Größen wie Little Richard, Solomon Burke, Ray Charles und Sam Cooke begleitete und als Vorgruppe von James Brown auftrat.
In den folgenden Jahrzehnten gab es weniger Aufnahmen bei kleineren lokalen Plattenlabels. Live blieb Ridgley jedoch präsent; so trat er von 1972 an bis zu seinem Tod jedes Jahr beim New Orleans Jazz & Heritage Festival auf.
In den 1990ern brachte Ridgley drei neue Alben heraus. Auf seinem letzten Album Since The Blues Began, 1995 bei Black Top Records erschienen, zählte Snooks Eaglin zu seinen Gastmusikern.
Tommy Ridgley starb 1999 an Lungenkrebs. Der Sänger Sammy Ridgley ist sein jüngerer Bruder.

## Diskografie
- 1990: How Long? (Sound of New Orleans)
- 1992: She Turns Me On (Modern Blues Recordings)
- 1995: Since The Blues Began (Black Top)

### Kompilationen
- 1988: The New Orleans King of the Stroll (Rounder)
- 1992: The Herald Recordings (Collectables)
- 2006: Tommy Ridgley 1949-1954 (Classics)
- Mardi Gras Jam / Tommy Ridgley & His Orchestra (Blue City)
- Through The Years (Sound of New Orleans)